# Корзетти, Ренато
Ренато Корзетти (итал. Renato Corsetti; 29 марта 1941, Рим — 1 февраля 2025, Лондон) — итальянский эсперантист, занимавший пост президента Всемирной ассоциации эсперанто с 2001 по 2007 год. Корзетти родился в Риме; он поддерживал идею о том, что люди во всём мире должны иметь возможность общаться на нейтральном и простом международном языке. Преподавал психолингвистику в Римском университете Ла Сапиенца. Также был доцентом Международной академии наук Сан-Марино.
Корзетти был женат на Анне Левенштейн, также эсперантистке. С 1981 года пара жила вместе в Италии, но с 2015 года они переехали в Великобританию.
Ренато Корзетти умер 1 февраля 2025 года в возрасте 83 лет.

## Награды
В 2008 году он получил премию Онисабуро Дэгути. Премия присуждается Советом директоров Всемирной эсперанто-ассоциации с 1987 года за содействие международной дружбе и солидарности в духе Людвика Заменгофа и Онисабуро Дэгути. Победитель получает диплом и 2000 евро.